# شيم عملاق
شيم عملاق (الاسم العلمي: Caranx ignobilis) (بالإنجليزية: Giant trevally)‏ هو نوع من الأسماك يتبع جنس الشيم من فصيلة الشيميات.

## نطاق وتوزيع مدى تواجدها

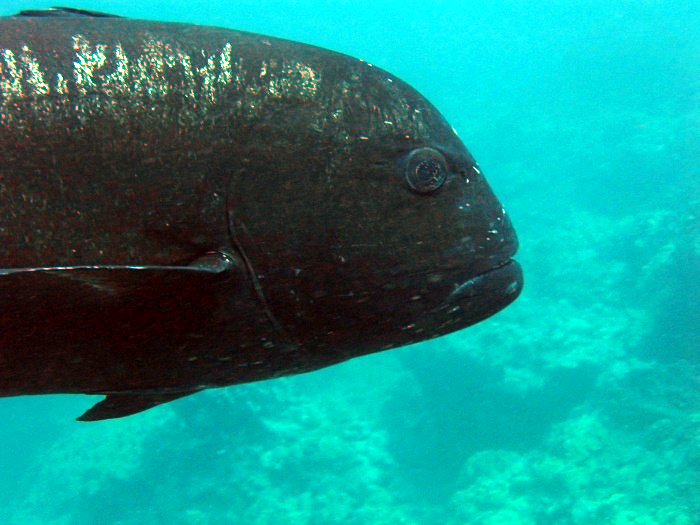
سمكة شيم عملاق ذكر بالغ ويظهر عليه تلوين أسود؛ يعتبر هذا التلون ظاهرة شائعة عند الأسماك الكبيرة بالعمر

تنتشر أسماك الشيم العملاق على نطاق واسع في جميع أنحاء مياه المناطق الإستوائية وشبه الاستوائية، من خليج البنغال ، المحيط الهندي و المحيط الهادئ، وتتراوح أمكنة تواجدها عند سواحل ثلاث قارات وعند عدة مئات من الجزر الصغيرة و الأرخبيلات. في المحيط الهندي، يعتبر النطاق والمدى الشرقي الأقصى لتواجد هذا النوع من الأسماك هو ساحل قارة أفريقيا ، حيث يتوزع تواجدها من الطرف الجنوبي لجنوب أفريقيا وحتى نحو الشمال، على طول الساحل الشرقي لشرق أفريقيا، وصولا للبحر الأحمر والخليج العربي. يمتد نطاق تواجدها، شرقاً على طول الساحل الآسيوي ، حيث تشمل المناطق التي تتواجد بها، باكستان والهند وجنوب شرق آسيا أرخبيل الملايو وشمال أستراليا. الحد الأقصى الجنوبي الموثق، لتواجد هذه الأسماك عند الساحل الغربي لأستراليا، هو عند جزيرة روتنيست ، ليست بعيدة عن الساحل والشاطئ من برث. بخصوص الأمكنة الأخرى في المحيط الهندي، تم توثيق تواجد هذا النوع من الأسماك عند مئات المجموعات من الجزر الصغيرة، ويشمل ذلك جزر المالديف وسيشل ومدغشقر وجزر كوكوس (كيلينغ).
تتواجد أسماك الشيم العملاق بكثرة في وسط منطقة المحيط الهادي الهندي ، حيث تتواجد في جميع الأرخبيل والجزر البحرية، ويشمل ذلك إندونيسيا والفلبين وجزر سليمان. على طول وحوالي قارة آسيا، تم توثيق وجود هذه الأنواع من عند ماليزيا إلى فيتنام ، ولكن ليس عند الصين. على الرغم من ذلك، يمتد نطاق تواجدها في مناطق البحر المفتوحة (أي ليس بالقرب من الساحل) شمالًا إلى هونغ كونغ و تايوان و جنوب اليابان. في الجنوب، يصل مدى تواجد هذه الأنواع من الأسماك إلى الجنوب حتى نيو ساوث ويلز في أستراليا وحتى إلى الطرف الشمالي لنيوزيلندا في جنوب المحيط الهادئ. يستمر توزيعها ونطاق تواجدها في جميع أنحاء غرب المحيط الهادئ، بما في ذلك تونغا وغرب ساموا وبولنيزيا ، حيث يعتبر الحد والنطاق الغربي الأقصى المعروف عنه لتواجد هذه الأسماك، هو عند جزر بيتكيرن وهاواي.